# Teuvo Tulio
Teuvo Tulio, né Theodor Antonius Tugai (23 août 1912 à Rēzekne et mort le 8 juin 2000 à Helsinki), est un réalisateur de cinéma et acteur finlandais. Sa famille d'origine russe a immigré en Finlande lorsqu'il était enfant, et a changé son prénom Theodor en Teuvo, qui sonnait plus finlandais. Il représente aujourd'hui le mélodrame finlandais.

## Biographie
À l'âge de 14 ans, il a joué dans Mustat silmät (Les Yeux noirs) un film de Valentin Vaala, son ami réalisateur originaire de Russie tout comme lui.
Son premier film en tant que réalisateur est Taistelu Heikkilän talosta, qui est sorti en 1939. Le film met en scène Regina Linnanheimo, c'est le début d'une longue collaboration entre les deux artistes. Tulio fait alors partie des Porteurs de Feu, un groupe de jeunes écrivains finlandais.
Sa carrière de cinéaste est plutôt brève puisqu'il crée l'essentiel de son œuvre avant 1956, et s'arrête à la quarantaine. Il a souvent connu des difficultés à produire ses films, ayant choisi le statut de producteur-réalisateur indépendant, au point d'être quasiment considéré comme un réalisateur maudit dans les années 1960 et 1970. À la fin des années 1950, ses trois premiers films ont été détruits dans un incendie.
Les films de Tulio ont été rediffusés à la télévision finlandaise dans les années 1980, permettant à la population et plus particulièrement à une nouvelle génération d'auteurs de découvrir son style.

## Filmographie

### Comme réalisateur
- 1936 : Taistelu Heikkilän talosta
- 1937 : Silja ou Une brève destinée (Nuorena nukkunut)
- 1938 : Kiusaus
- 1938 : Le chant de la fleur écarlate (Laulu tulipunaisesta kukasta)
- 1939 : Vihtori ja Klaara
- 1940 : Le rêve dans la hutte bergère (Unelma karjamajalla)
- 1944 : C'est ainsi que tu me voulais (Sellaisena kuin sinä minut halusit)
- 1946 : Le sang sans repos (Levoton veri)
- 1946 : La croix de l'amour (Rakkauden risti)
- 1947 : Intohimon vallassa
- 1949 : Hornankoski
- 1952 : La criminelle (Rikollinen nainen)
- 1953 : Mustasukkaisuus
- 1956 : Tu es entré dans mon sang (Olet mennyt minun vereeni)
- 1962 : Se alkoi omenasta
- 1973 : Sensuelle (Sensuela)

### Comme acteur
- 1929 : Mustat silmät
- 1929 : Le charmeur gitan (Mustalaishurmaaja) de Valentin Vaala : Manjardo
- 1931 : Laveata tietä : Antti Larto
- 1931 : Erämaan turvissa : Laplander
- 1933 : Sininen varjo : Joel Orma
- 1935 : Fredløs : Paavo